# Peter Tevis
Peter Tevis (* 10. Februar 1937 in Santa Barbara; † 13. September 2006 in Rom) war ein US-amerikanischer Folksänger.

## Leben und Wirken
Tevis lebte seit den frühen 1960er Jahren in Rom, wo er in Kontakt mit Ennio Morricone kam. Dadurch entstand eine länger andauernde Zusammenarbeit bei den Soundtracks zu etlichen Italowestern, zu denen Tevis die Titelmelodien sang. Einen kleineren Hit hatte er 1962 mit einer Version von Woody Guthries Pastures of plenty gehabt.
In den 1970er Jahren veröffentlichte er Übungen, um Käfigvögeln das Singen beizubringen.
Dann wurde es stiller um Tevis, der auf Grund der Parkinson-Krankheit zunächst seine Stimme und schließlich sein Leben verlor.

## Aufnahmen

### LP
- 1965: Un pugno di... West, RCA PML 10402

### Singles
- 1962: Pastures of plenty, RCA PM 3115
- 1965: Per un pugno di Dollari, RCA PM 3352
- 1966: A man must fight, CAM CE 10-011 (aus dem Film Die ganze Meute gegen mich)

### Soundtracks
- 1961: Maria und Stanotte sì aus West Side Story (italienische Aufnahme)
- 1964: A gringo like me und A Western man aus Drei gegen Sacramento/Il piombo e la carne
- 1964: Lonesome Billy aus Die letzten Zwei vom Rio Bravo
- 1964: Young Jim Hart aus Das letzte Gewehr
- 1966: A man must fight aus Die ganze Meute gegen mich
- 1965: A lone and angry man aus Eine Bahre für den Sheriff